# Обнажённая охотница
«Обнажённая охотница» (англ. Naked Comes the Huntress, кит. трад. 貂女, палл. Дяо нюй) — эротический триллер режиссёра Хуан Фэна, снятый им для киностудии Golden Harvest.

## Сюжет
Трое друзей Ло Хайтянь, Ло Хао и Ду Лунь отправляются в Маньчжурию в надежде разбогатеть. Заплутав в лесу, они натыкаются на обнажённую девушку-охотницу Мянь-мянь, которая занимается ловлей норок. Девушка приглашает их к себе домой и знакомит со своим отцом. Старику нравится младший из друзей, Ду Лунь, и он хочет выдать за него свою дочь, пообещав Луню хорошее приданое. Старший из друзей Хайтянь одержим богатством и тоже хочет жениться на девушке. Ради этого он готов предать друзей.

## В ролях
| Актёр        | Роль              |
| ------------ | ----------------- |
| Чэнь Син     | Ло Хайтянь        |
| Джеймс Тянь  | Ду Лунь           |
| Кэрри Ли     | Мянь-мянь         |
| Гуань Шань   | настоятель Пуцзи  |
| Ван Ся       | дядя Чэнь         |
| Вон Чхин     | Ло Хао            |
| Ли Куань     | г-н Вань          |
| Хуан Фэн     | сельский старшина |
| Чхве Му Ун   | монах Даган       |
| Ван Ханьчэнь | трактирщик        |
| Чжан Цзинпо  | священник         |
| Марс         | монах             |

## Премьеры
- Республика Корея — прокат фильма на больших экранах стартовал 28 августа 1977 года[1].
- Гонконг — премьера киноленты в кинотеатральном прокате состоялась 16 марта 1978 года[5].